# Parco nazionale di Okomu
Il parco nazionale di Okomu è il più piccolo degli otto parchi nazionali della Nigeria e si trova nello stato di Edo, circa 60 km a nord-ovest di Benin City. Copre un'area di 197,12 km², corrispondente alla zona centrale della riserva forestale di Okomu, istituita nel 1935, che ha una superficie totale di 1 082 km². Nella riserva forestale di Okomu vivono specie rare e in via di estinzione, pertanto nel 1985 venne istituito il santuario naturale di Okomu, che nel 1999 ottenne lo status di parco nazionale.

## Territorio
Il territorio del parco nazionale è molto pianeggiante e si trova a circa 30-60 metri sul livello del mare. I terreni della zona sono costituiti da suoli argillosi alcalini, a basso contenuto di nutrienti e situati su rocce sedimentarie eoceniche. Nell'area del parco nazionale la falda è abbastanza superficiale, tanto che durante la stagione delle piogge si formano numerosi laghi e paludi. Le precipitazioni annue ammontano a circa 2 100 mm e la temperatura media diurna si aggira sui 30,2 °C, con un'umidità del 65%.

## Flora
Le foreste del parco sono costituite da alberi di kapok (Ceiba pentandra), Celtis zenkeri, abachi (Triplochiton scleroxylon), Antiaris africana, Pycnanthus angolensis e Alstonia congoensis e rappresentano le ultime grandi foreste pluviali contigue ad ovest del Niger di tutta la Nigeria.

## Fauna
La fauna del parco nazionale è molto varia: sono state registrate 33 specie di mammiferi, tra cui l'elefante di foresta (Loxodonta cyclotis), il bufalo africano (Syncerus caffer), il cercopiteco dal ventre rosso (Cercopithecus erythrogaster) e una rara specie di primate, il cercocebo dal collare (Cercocebus torquatus).
Anche l'avifauna è ricca di specie: ne sono state contate in totale 150, tra cui il bucero dal casco giallo (Ceratogymna elata), il bucero dal casco nero (Ceratogymna atrata) e tutte e quattro le specie di estrildidi del genere Nigrita - N. fusconotus, N. bicolor, N. luteifrons e N. canicapilla.